# ヨシムラ・フード・ホールディングス
株式会社ヨシムラ・フード・ホールディングスは、中小の食品会社を傘下に持つ日本の持株会社である。東京都千代田区に本社を置く。

## 概要
大和証券事業法人部出身の吉村元久により、2008年3月に株式会社エルパートナーズとして設立。2008年8月に株式会社レバレッジパートナーズ、2009年8月に株式会社ヨシムラ・フード・ホールディングスに商号変更した 。
優良な商品や技術力を持ちながら、後継者難や市場の縮小、資金調達力不足などの理由により事業継続が難しくなった中小の食品会社をM&Aにより子会社化し、各社の持つ強みで、他の子会社の弱点を補うビジネスモデルを持つ。これにより、限られた地域で展開していた中小企業でもグループ内の他の子会社の営業網を活用することで、販路拡大を図ることが可能となる。
吉村は「赤字企業でもグループ全体の価値向上につながれば買収する。投資ファンドとは異なり、売却目的のM&Aはしない」と強調し、「ニッチだが光る製品や技術を持つ中小企業はまだまだある」と述べている。
2016年3月4日に東証マザーズに上場、2017年3月21日には東証一部に市場変更した。

## グループ企業
- 株式会社ヨシムラ・フード

本社は埼玉県越谷市。1984年に株式会社ミズホとして設立。2008年12月にヨシムラ・フード・ホールディングスの子会社となり、2012年3月に株式会社ヨシムラ・フードに商号変更した。
- 楽陽食品株式会社

2008年12月24日、株式会社篠崎屋から株式譲渡。ヨシムラ・フードHDの子会社となる。
- 白石興産株式会社

本社は宮城県白石市。白石興産(旧法人)は1886年（明治19年）創業で、白石温麺の製造・販売を行う。2005年5月に新設した白石興産株式会社が旧法人の事業を継承。2010年2月にヨシムラ・フードHDの子会社となる。
- 株式会社ジョイ・ダイニング・プロダクツ

本社は埼玉県越谷市。1996年に創業し、食肉や鍋セットの販売を行う。2010年7月にヨシムラ・フードHDの子会社となる。
- 株式会社桜顔酒造

2010年にヨシムラ・フードHDの子会社となる。
- 株式会社オーブン

本社は愛媛県四国中央市。1887年に水産加工業を創業、1961年に株式会社大文水産を設立。1993年に株式会社オーブンに社名変更。カキフライをはじめとする業務用冷凍食品の製造を行う。
競争激化による売上低迷とデリバティブ取引の損失などにより、2012年に倒産し民事再生法を申請。2013年2月にヨシムラ・フードHDが買収して子会社となる。
- 株式会社ダイショウ

本社は埼玉県比企郡ときがわ町。1965年に製菓用ナッツ類の焙煎を行う株式会社大信商会を設立、1985年には大信商会の販売子会社である株式会社ダイショウ(旧法人)を設立した。ピーナッツバターやチョコスプレッドなどの製造を行う。
2014年2月に大信商会・ダイショウ(旧法人)の事業を継承する株式会社ダイショウ(新法人)を設立し、ヨシムラ・フードHDの子会社となる。
- 株式会社雄北水産

本社は神奈川県足柄上郡大井町。1993年に創業し、船凍品のまぐろ加工品の製造を行う。2015年1月にヨシムラ・フードHDの子会社となる。
- 純和食品株式会社

本社は埼玉県熊谷市。1977年に設立し、ゼリー類の製造を行う。2016年6月にヨシムラ・フードHDの子会社となる。
- 榮川酒造株式会社

2016年7月にヨシムラ・フードHDの子会社となる。
- 株式会社エスケーフーズ

本社は埼玉県大里郡寄居町。1989年に設立し、冷凍豚カツ等の製造を行う。2016年7月にヨシムラ・フードHDの子会社となる。
- 株式会社ヤマニ野口水産

本社は北海道留萌市。1985年に設立し、ホッケやニシンの燻製、イクラの醤油漬け等の製造を行う。2017年10月にヨシムラ・フードHDの子会社となる。
- 株式会社おむすびころりん本舗

2018年にヨシムラ・フードHDの完全子会社となる。

### 過去のグループ企業
- 株式会社サンキフーズ

弁当総菜製造業。2010年1月に新設した子会社により、民事再生申立てを行った旧法人の事業を譲り受けたが2012年2月に譲渡。
- 株式会社サッポロ巻本舗

豆製品製造・販売。2011年に、株式会社ミズホ（現 株式会社ヨシムラ・フード）より株式を譲り受けたが2012年10月に譲渡。
- 株式会社エイチエーシー

健康食品通信販売業。ユニマットライフから譲り受けたが2013年2月に譲渡。
- 株式会社ヨシムラ・フード（デリカ事業部）

2012年10月に事業譲渡。